# Razernij

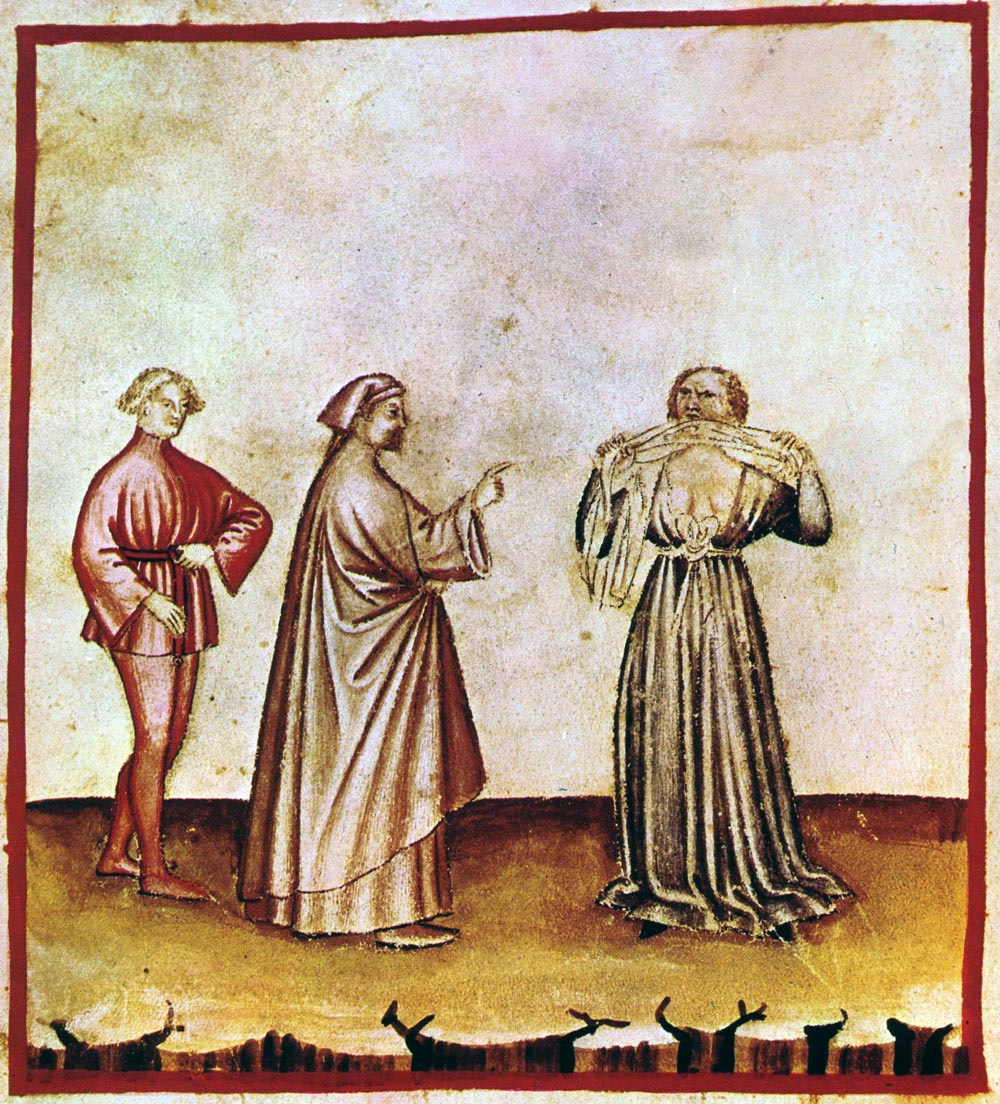
Een afbeelding uit de 14e eeuw waarop een razende man staat afgebeeld.

Razernij is een staat van woede waarin de persoon niet meer denkt en geen pijn meer voelt, terwijl hij zijn woede bekoelt op zijn omgeving: op objecten of op andere personen. Ongeveer gelijkend op een eruptio.
Een bekend voorbeeld van mensen in deze staat van razernij zijn de berserkers, krijgers van Odin. Er wordt ook wel gezegd dat Odin (of Wodan) "de woedende" of "hij die razernij uitstraalt" betekent.